# Campeonato Panamericano de Béisbol Sub-12 de 2009
El Campeonato Panamericano de Béisbol Sub-12 de 2009 con categoría Infantil AA, se disputó en San Juan, Puerto Rico del 16 al 25 de octubre de 2009. El oro se lo llevó Venezuela por décima vez.

## Equipos participantes
- Brasil
- Colombia
- Islas Vírgenes Estadounidenses
- Panamá
- Perú
- Puerto Rico
- Venezuela

## Ronda de Clasificación

### Posiciones
| Pos | Equipo                         | JG | JP | PCT   | JV |
| --- | ------------------------------ | -- | -- | ----- | -- |
| 1   | Venezuela                      | 6  | 0  | 1,000 | -  |
| 2   | Panamá                         | 5  | 1  | ,833  | 1  |
| 3   | Puerto Rico                    | 4  | 2  | ,667  | 2  |
| 4   | Colombia                       | 3  | 3  | ,500  | 3  |
| 5   | Brasil                         | 2  | 4  | ,333  | 4  |
| 6   | Islas Vírgenes Estadounidenses | 1  | 5  | ,167  | 5  |
| 7   | Perú                           | 0  | 6  | ,000  | 6  |

|  |                             |
|  | Clasificados a Ronda Final. |
|  | Juegan por el 5° lugar.     |

## Definición quinto lugar
|  | Séptimo lugar      | Séptimo lugar |        |                    | Quinto lugar  | Quinto lugar  |  |
|  | 24 de octubre      | 24 de octubre |        |                    | 25 de octubre | 25 de octubre |  |
|  |                    |               |        |                    |               |               |  |
|  |                    |               |        |                    |               |               |  |
|  | Islas Vírgenes USA | 4             |        |                    |               |               |  |
|  | Islas Vírgenes USA | 4             |        |                    |               |               |  |
|  | Perú               | 3             |        |                    |               |               |  |
|  | Perú               | 3             |        | Islas Vírgenes USA | ?             |               |  |
|  |                    |               |        | Islas Vírgenes USA | ?             |               |  |
|  |                    |               | Brasil | ?                  |               |               |  |
|  |                    |               | Brasil | ?                  |               |               |  |
|  |                    |               |        |                    |               |               |  |
|  |                    |               |        |                    |               |               |  |
|  |                    |               |        |                    |               |               |  |
|  |                    |               |        |                    |               |               |  |

## Ronda final
|  | Semifinales   | Semifinales   |   |               | Final         | Final |  |
|  |               |               |   |               |               |       |  |
|  |               |               |   |               |               |       |  |
|  | 24 de octubre |               |   |               |               |       |  |
|  | Venezuela     | 16            |   |               |               |       |  |
|  | Colombia      | 2             |   |               |               |       |  |
|  |               |               |   |               |               |       |  |
|  |               |               |   |               | 25 de octubre |       |  |
|  |               |               |   |               | Venezuela     | 2     |  |
|  |               | Panamá        | 0 |               |               |       |  |
|  |               |               |   |               |               |       |  |
|  |               |               |   |               |               |       |  |
|  |               |               |   |               | Tercer lugar  |       |  |
|  | 24 de octubre | 24 de octubre |   | 25 de octubre | 25 de octubre |       |  |
|  | Panamá        | 2             |   | Colombia      | 2             |       |  |
|  | Puerto Rico   | 0             |   |               | Puerto Rico   | 1     |  |

## Líderes
| Categoría          | Ganador                    | Registro    |
| ------------------ | -------------------------- | ----------- |
| Promedio de bateo  | Aly Sánchez                | .625        |
| Carreras Anotadas  | Yanikson Villalobos        | 8           |
| Carreras Empujadas | José Herrera               | 16          |
| Cuadrangulares     | Greyfer Andrade            | 3           |
| Hits               | Aly Sánchez y José Herrera | 10          |
| Efectividad        | Rafael Barrios             | 0.00 (10.0) |
| Juegos Ganados     | Rafael Barrios             | 2-0 (1.000) |
| Ponches (SO)       | Luis Alvarado              | 15          |
| Entradas Lanzadas  | Emari Mills                | 11.1        |

## Resultados
| Posición | Selección                      | Victorias | Derrotas |
| -------- | ------------------------------ | --------- | -------- |
|          | Venezuela                      | 8         | 0        |
|          | Panamá                         | 5         | 3        |
|          | Colombia                       | 4         | 4        |
| 4°       | Puerto Rico                    | 4         | 4        |
| 5°       | Islas Vírgenes Estadounidenses | 2         | 6        |
| 6°       | Brasil                         | 2         | 5        |
| 7°       | Perú                           | 0         | 7        |